# Praomys coetzeei
Praomys coetzeei  (van der Straeten, 2008) è un roditore della famiglia dei Muridi diffuso in Angola.

## Descrizione

### Dimensioni
Roditore di piccole dimensioni, con la lunghezza della testa e del corpo tra 90 e 140 mm, la lunghezza della coda tra 123 e 163 mm, la lunghezza del piede tra 24 e 28 mm e la lunghezza delle orecchie tra 14 e 21 mm.

### Aspetto
La pelliccia è soffice e senza una sottopelliccia. Le parti superiori sono marroni, mentre le parti ventrali variano dal grigiastro al bianco-grigiastro. Il dorso delle zampe è ricoperto di peli bianchi. La coda è più lunga della testa e del corpo ed è uniformemente scura. Le femmine hanno un paio di mammelle pettorali e 2 paia inguinali.

## Biologia

### Comportamento
È una specie notturna e parzialmente arboricola.

## Distribuzione e habitat
Questa specie è diffusa nell'Angola nord-occidentale.
Vive nelle foreste primari, secondarie e a galleria.

## Conservazione
Questa specie, essendo stata scoperta solo recentemente, non è stata sottoposta ancora a nessun criterio di conservazione.